# 豊橋鉄道T1000形電車
豊橋鉄道T1000形電車（とよはしてつどうT1000がたでんしゃ）は、豊橋鉄道が保有する路面電車車両である。3車体連接・2台車方式の超低床電車で、「ほっトラム」の愛称を持つ。
アルナ車両が製造する超低床電車「リトルダンサー」シリーズの一つ。1編成 (T1001) のみ在籍し、豊橋鉄道東田本線（市内線）にて運用される。2008年（平成20年）12月より営業運転を開始した。

## 導入の経緯
本形式を導入した豊橋鉄道は、鉄道線の渥美線と軌道線の東田本線（市内線）を運営する鉄道事業者である。このうち東田本線は全長5.4キロメートルの路面電車線で、豊橋市内を走行する。
豊橋鉄道東田本線では本形式導入に先立つ2005年（平成17年）に、名古屋鉄道（名鉄）から路線の廃止に伴って不要になった路面電車車両計8両を譲り受け、8月より順次営業運転に投入して旧型車を置き換えていた。このとき転入した車両の一つがモ800形で、車両の中央部を超低床構造とした部分低床車であった。このモ800形の導入が超低床車の有用性の周知に繋がり、全面低床車である本形式導入への契機となったとされる。
2005年11月、豊橋鉄道や愛知県・豊橋市・中部運輸局などにより協議会が組織され、超低床電車の導入、停留場の改良・バリアフリー化、ICカード乗車券の導入からなる「豊橋路面電車活性化事業計画」が策定された。事業計画によって豊橋鉄道では2007年度に超低床車を導入することとなり、豊橋オリジナルのデザイン・3連接車・国産車両の3点を目標として車両メーカーとの協議を進めた。協議の結果、2007年度中は困難であるが2008年度であれば会社の希望に沿った車両が納入可能とのことでアルナ車両との間で話がまとまり、2008年度に予定されていた停留場のバリアフリー化工事を2007年度に前倒しし、代わりに車両導入を2008年度とするように事業計画が改められた。
以上の経緯により2008年（平成20年）に導入された車両が本形式「T1000形」である。車両価格は約2億5000万円。国と豊橋市からの補助金で費用の半額をまかない、さらに市の地域公共交通活性化基金を通じた市民からの寄付金も購入費に充てられている。集まった寄付金は約3500万円に達し、豊橋鉄道の負担は1億円を切る見込みであると報道されている。

## 構造

### 車種について

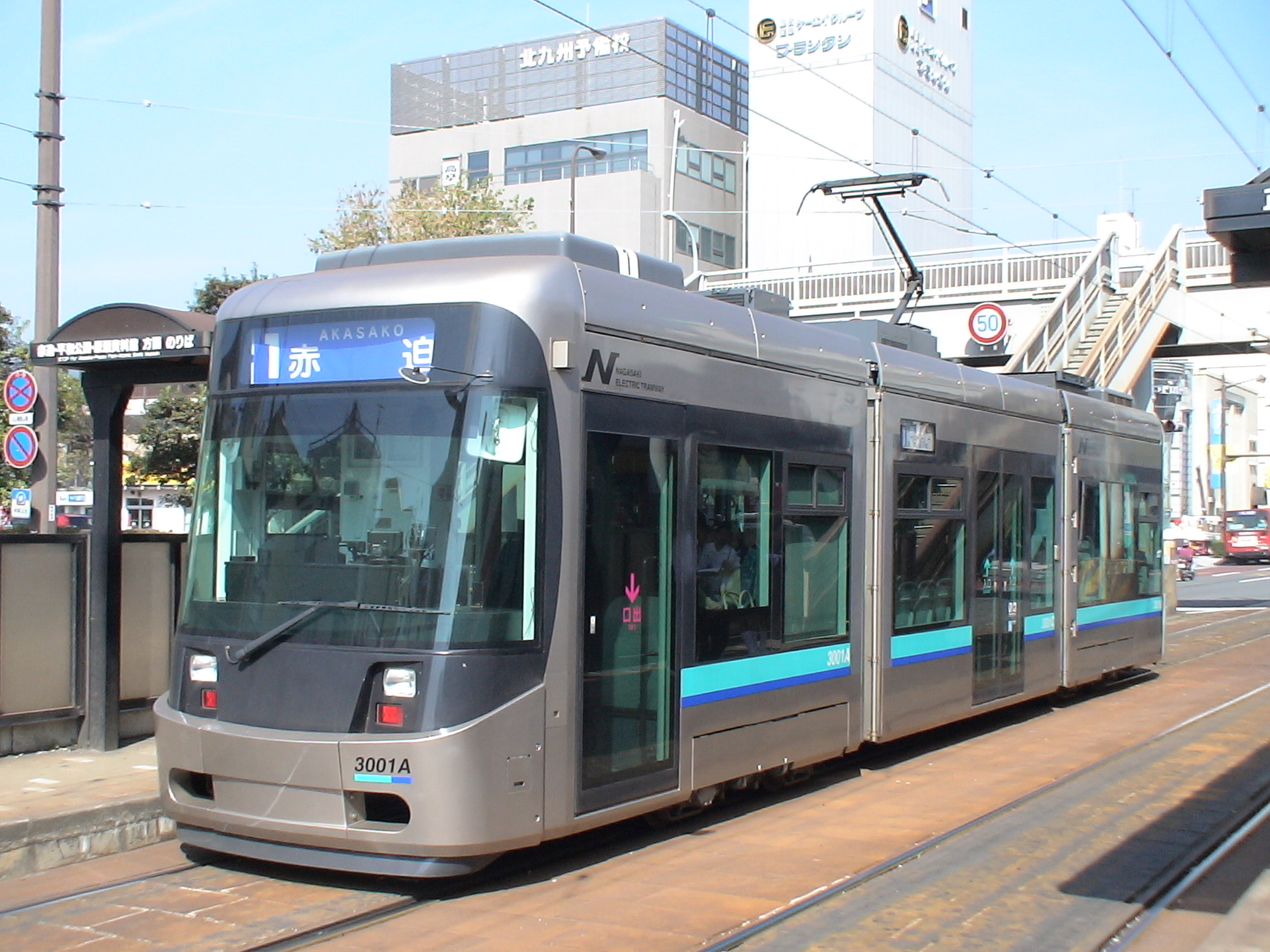
長崎電気軌道3000形（リトルダンサータイプU）

本形式は3車体連接2台車方式の超低床電車で、アルナ車両が製造する「リトルダンサー」シリーズの「タイプUa」と呼ばれる車両である。
「リトルダンサー」シリーズの車両が初めて登場したのは2002年（平成14年）のことである。初期の車両は運転台部分に台車を寄せそれ以外の客室部分を超低床構造にするというものであったが、2004年（平成16年）に製造された長崎電気軌道3000形では、在来車では台車に設置されている主電動機を台車外に出して車体に直接取り付けることで台車部分を低床化し、車両全体の超低床化を実現した。この種の車両は同シリーズの「タイプU」と呼ばれる。
軌間1,435ミリメートル（標準軌）向けの車両である「タイプU」に対し、軌間1,067ミリメートル（狭軌）を採用する路線にも対応すべく「タイプU」をベースに開発されたのが「タイプUa」である。機器の配置を見直すことで標準軌向けと同等の車内通路幅を確保している。最初の「タイプUa」の車両が本形式で、以後このタイプがシリーズの標準車両となり狭軌・標準軌向けを問わず製造が続けられている。

### 車体

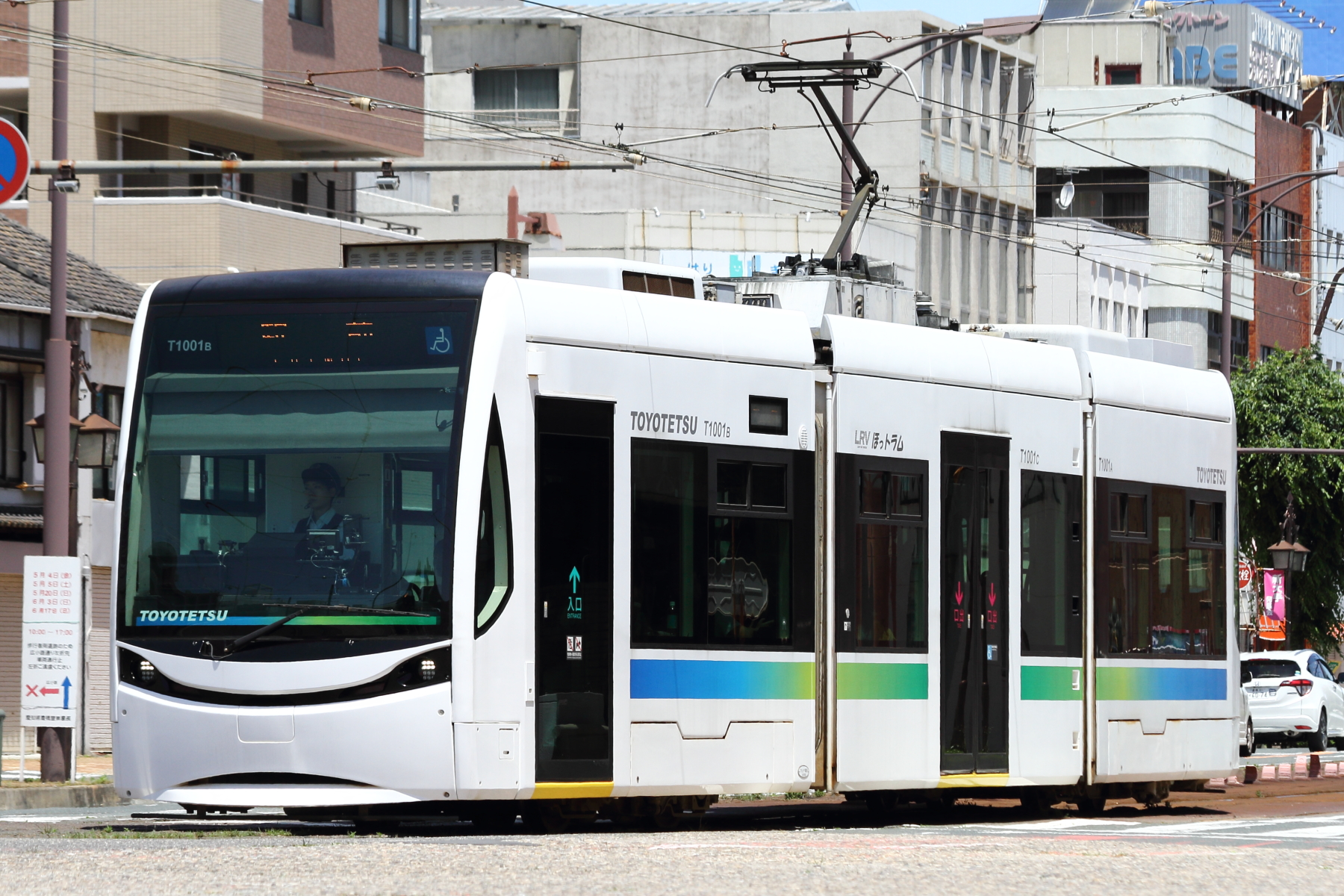
前照灯LED化後のT1001（2018年）

本形式は3車体を連接した車両であり、赤岩口停留場方を向く先頭車を「A車」、中間車を「C車」、駅前停留場方を向く先頭車を「B車」と称する。車体は全鋼製。連結部（各0.4メートル）を除いた各車の長さは、両先頭車が5.2メートル、中間車が5.0メートルであり、編成の全長は16.2メートルになる。車体幅は2.4メートル、車体高さは3.265メートル、パンタグラフ折りたたみ高さは3.85メートル。自重は23トン。
前面形状は曲面形状の構体と大型の三次曲面ガラスが特徴。窓上部にLED式の行先表示器を組み込む。窓下配置の照明類は、新造時前照灯がハロゲンランプ、尾灯が赤色発光のLEDをそれぞれ用いたが、2018年（平成30年）3月に前照灯もLED化されている。
ドアは片側2か所ずつ計4か所で、その配置は両先頭車では運転台後部の進行方向に向って左側に1か所ずつ、中間車では車体中央部に左右各1か所である。電動式のプラグドアで、先頭車は外側から見て右手にスライドする片開き式で有効幅90センチメートル、中間車は両開き式で有効幅120センチメートル。運行時、進行方向前側のドアが乗車口、中間のドアが降車口となる（前乗り中降り）。客室側面窓は両先頭車が片側2枚（ドア有）ないし3枚（ドアなし）、中間車が片側2枚ずつ。両先頭車のドア右上の部分にもLED式の側面行先表示器を設ける。
車体の塗装は白色を基調とし、緑と青のグラデーションの帯を車体側面窓下部分に施している。グラデーションの配色は、東三河地方の自然、豊橋市内を流れる豊川や三河湾・太平洋の水・青空をテーマとする。

### 車内

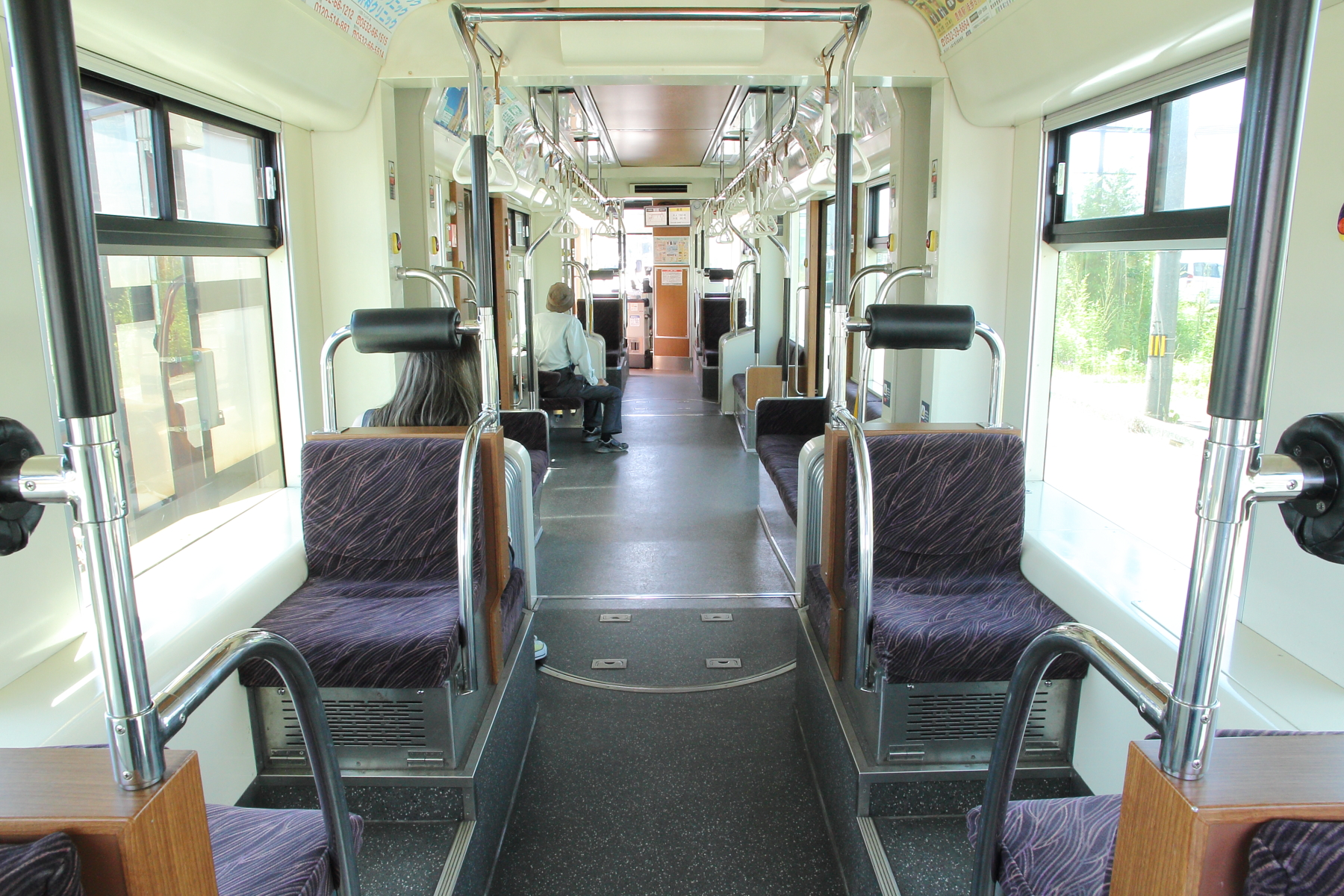
車内の様子（2018年）

内装はクリーム色を基調とし、天井などに木目調のパネルを用い、照明には蛍光灯とダウンライトを併用することでリビングのような落ち着きのある空間をイメージを形成しているとされる。
床面高さは低い部分では38センチメートル、ドア部分ではさらに低い35センチメートルとなっているが、両先頭車の台車上部分は48センチメートルと高くなっている。この高低差は8パーセントの傾斜のスロープで繋がっており、車内通路に段差はない。通路幅は最小でも82センチメートルを確保する。
座席は両先頭車では背中合わせにした一人掛けのクロスシートを4組8席ずつ、中間車ではロングシートをドア両脇の計4か所に配置しており、座席定員は29人、立席を含めた全体の定員は74人である。ロングシートの一部、駅前停留場を向いた際の進行方向前寄り左手の部分は折りたたみ式座席となっており、車椅子スペースを兼ね車椅子の固定用ベルトが設置されている。
窓のカーテンはフリーストップ式のものを採用する。客室暖房はシーズ線ヒーターを設置。その他旅客用の車内設備としては、両先頭車の運転台脇に両替機付きICカード対応運賃箱、運転台背面仕切り上部に停留場案内などの情報を表示する液晶式車内案内表示装置を取り付けている。

T1001の座席（2016年）
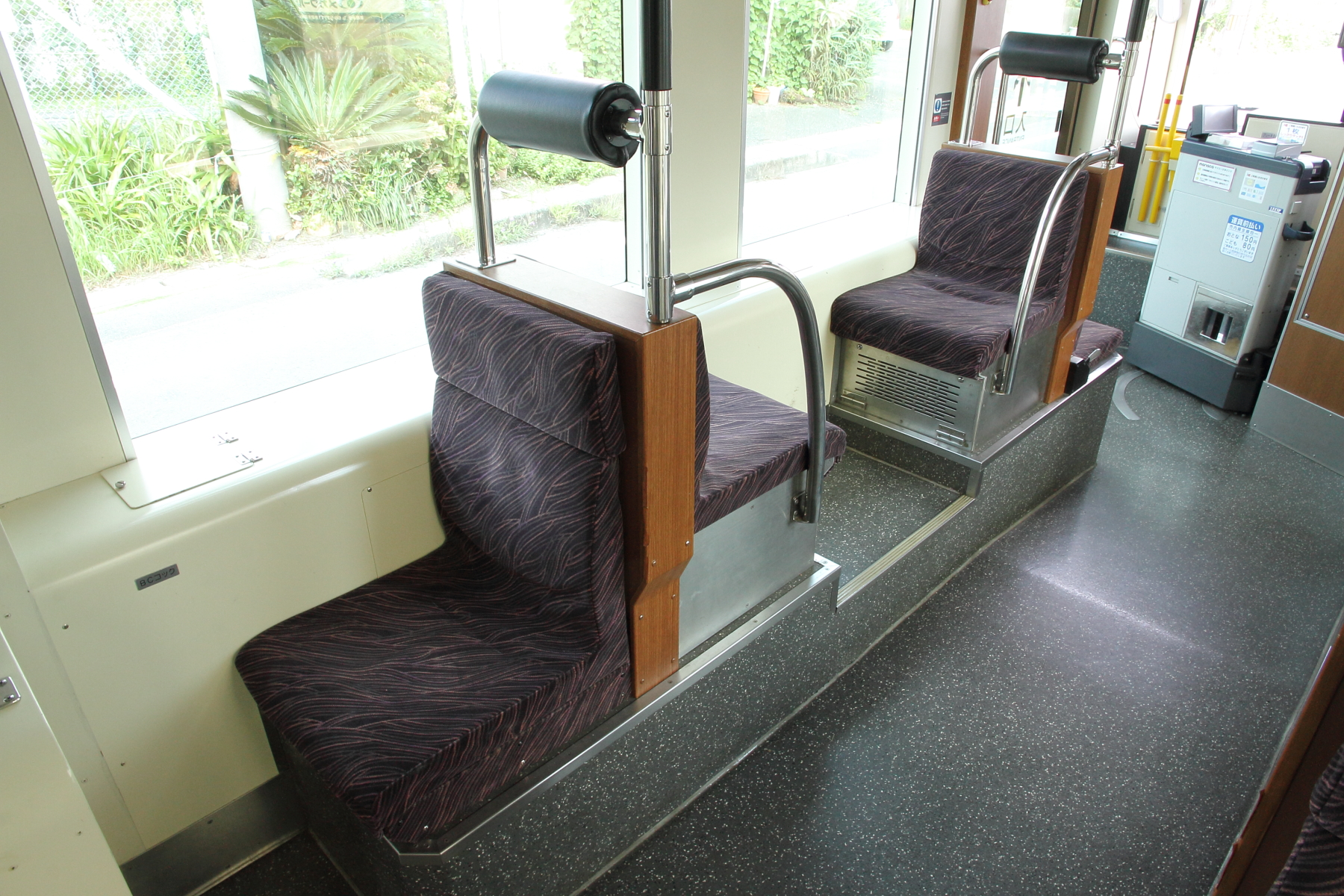
先頭車のクロスシート
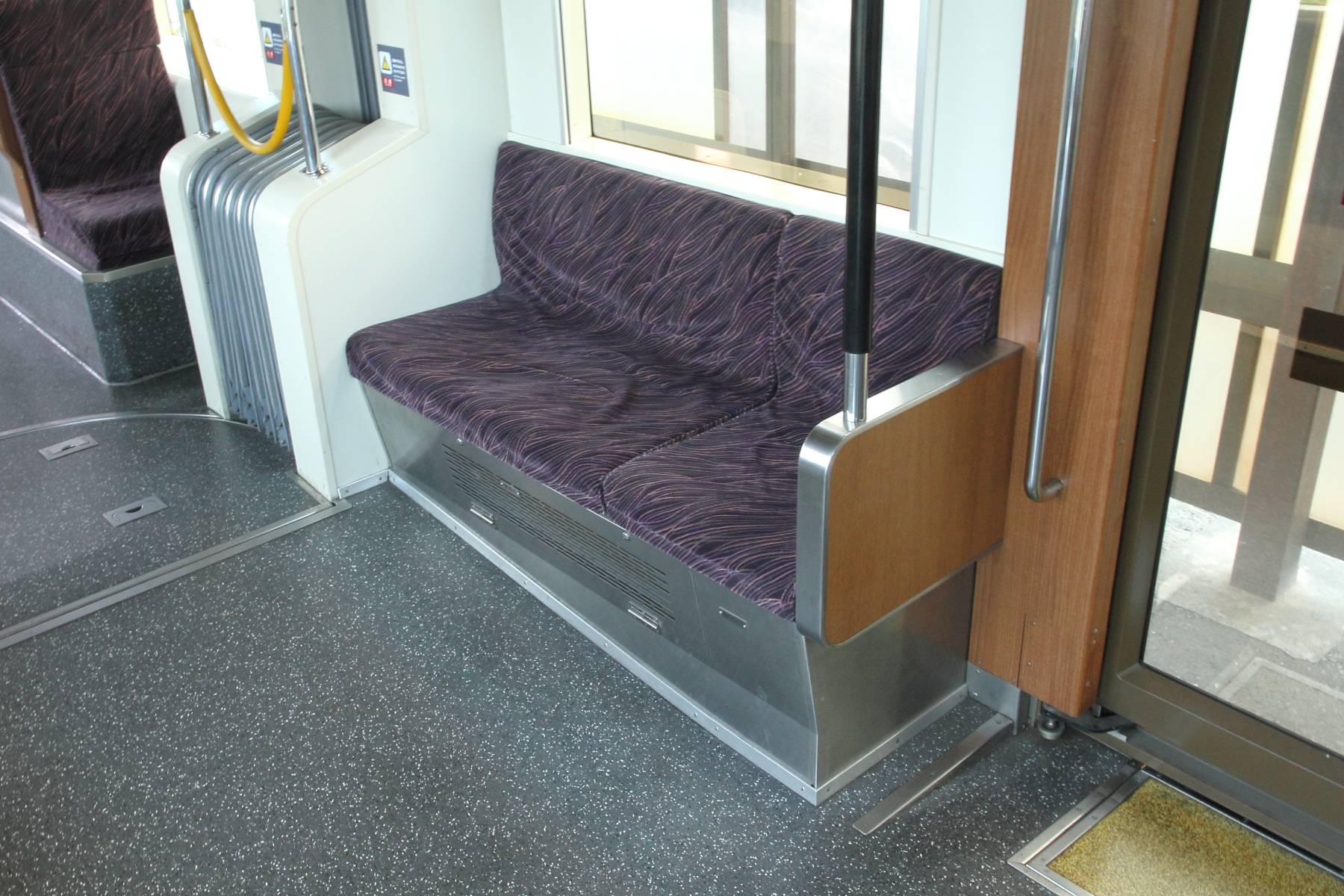
中間車のロングシート
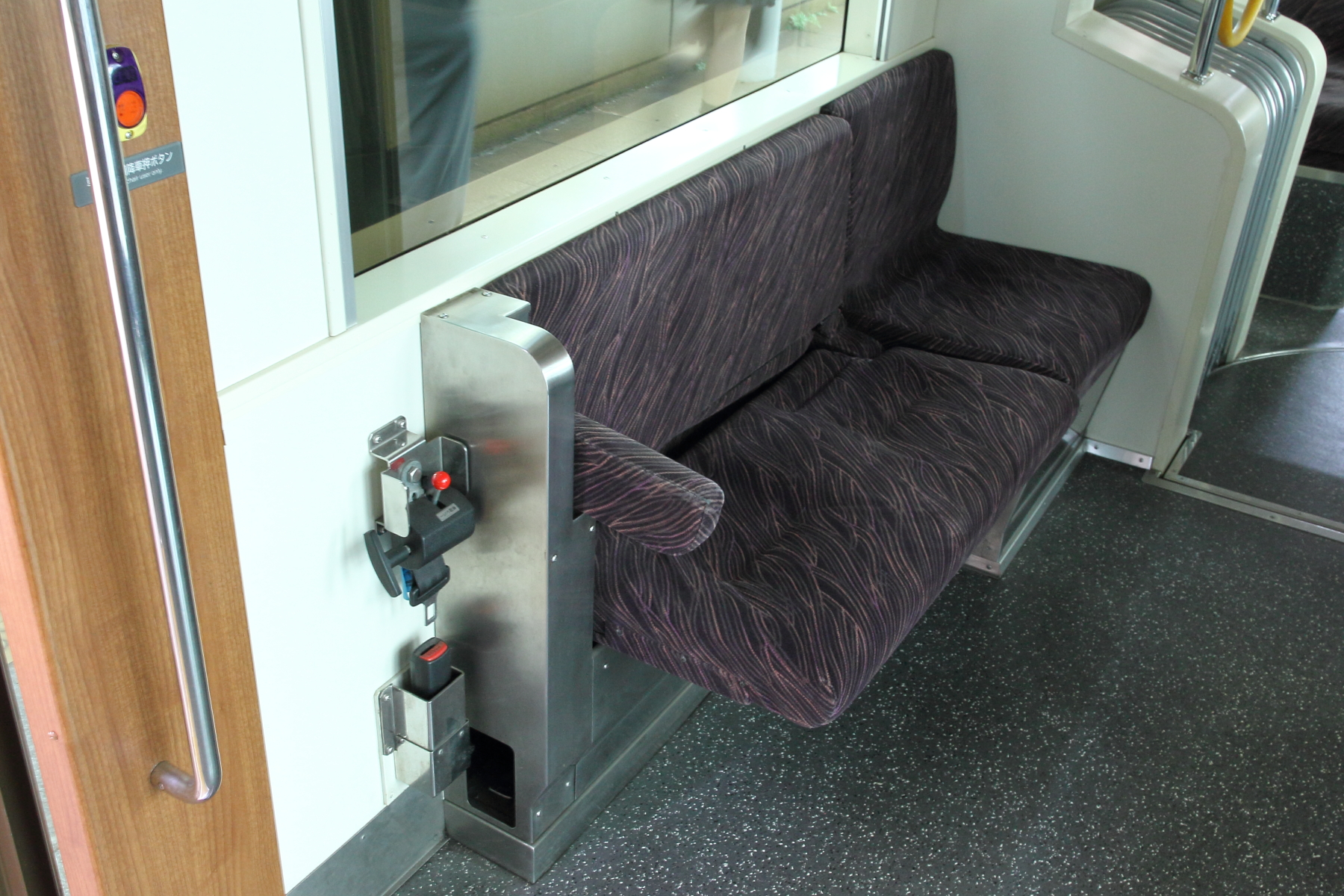
折りたたみ座席

更新後の座席（2025年）
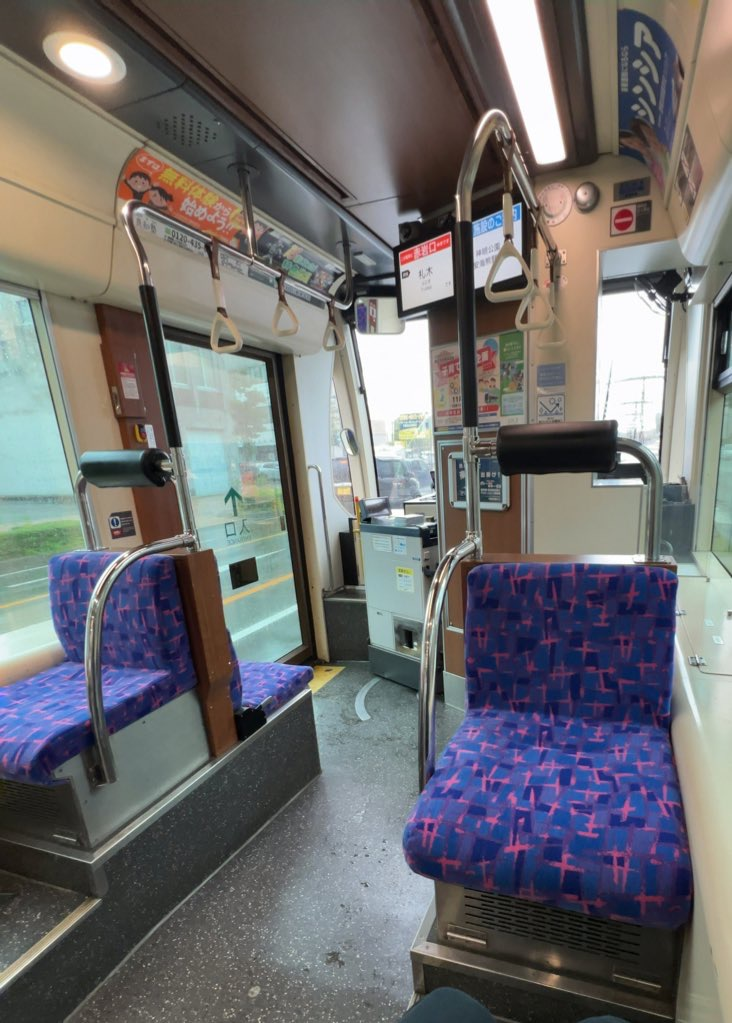
先頭車のクロスシート
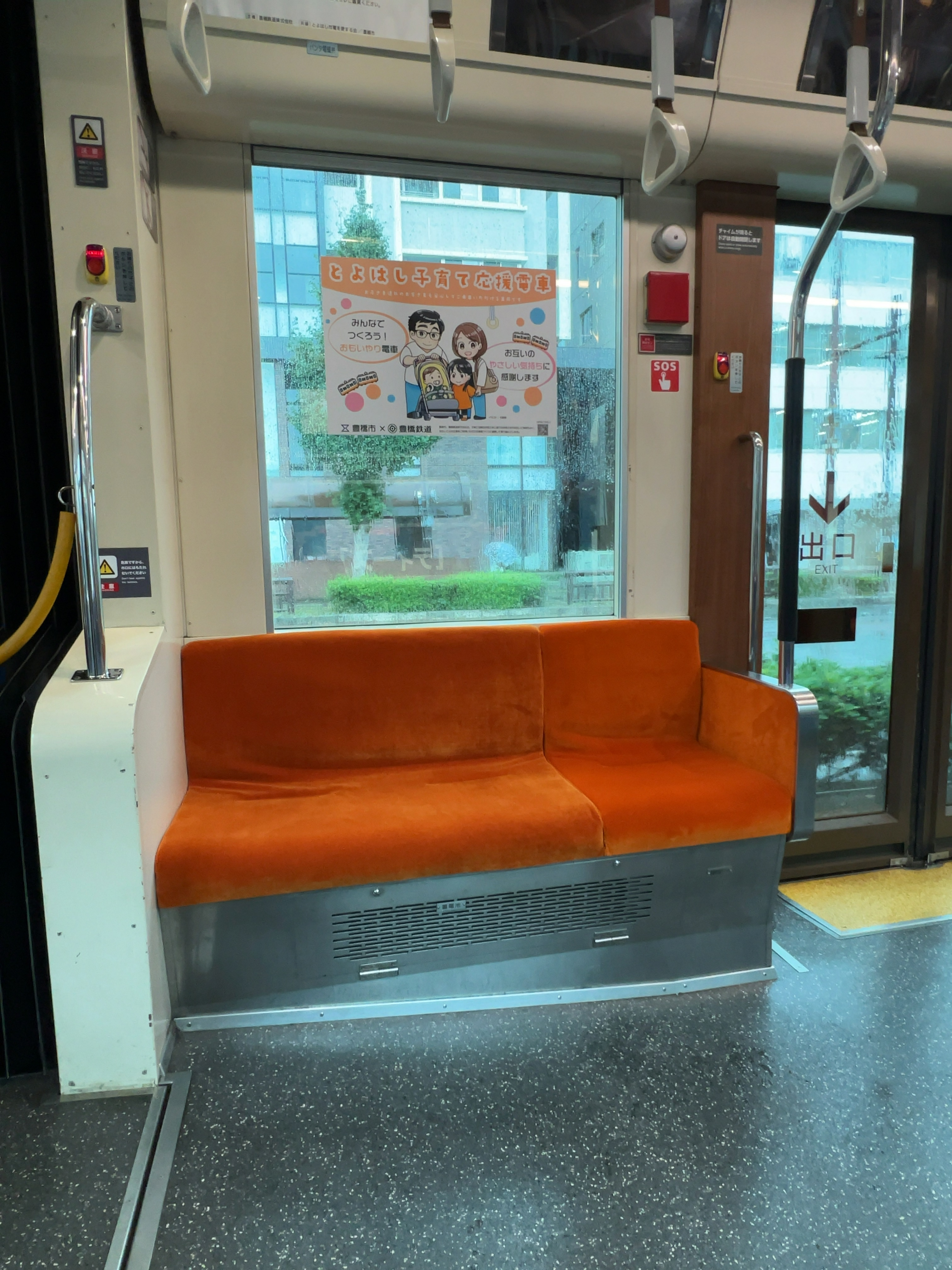
中間車のロングシート（優先席）
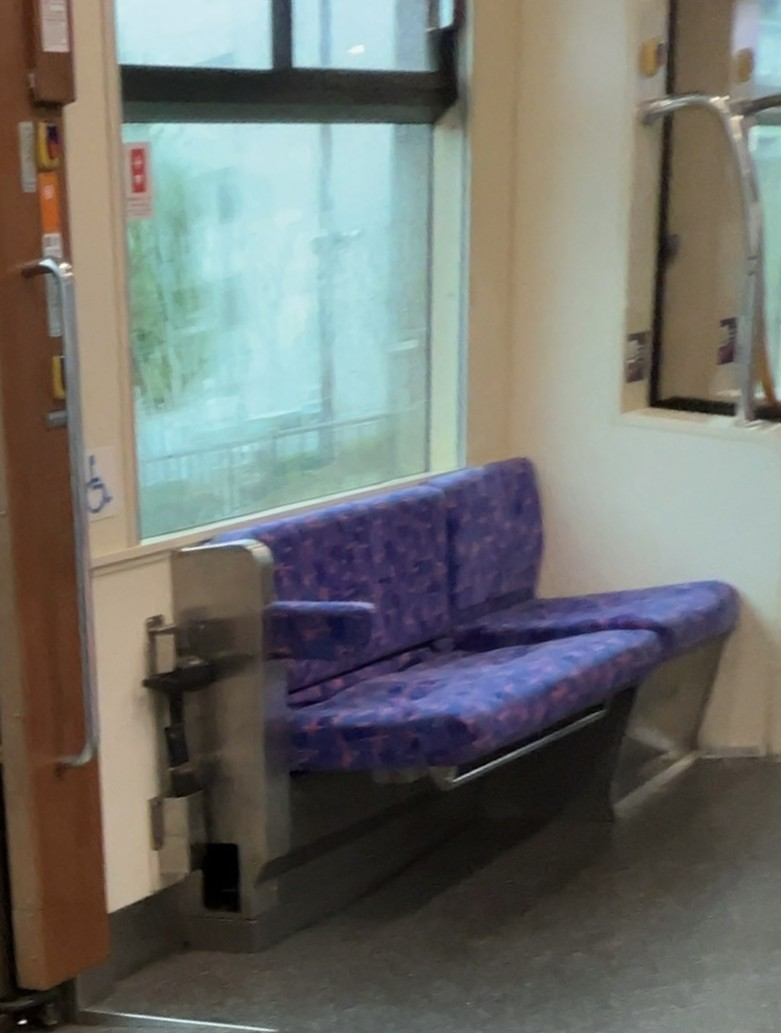
折りたたみ座席

### 主要機器

#### 台車・床下機器
編成につき台車は2台のみで、両先頭車にはそれぞれの連結部寄りに配置する一方で中間車は台車を省略する（フローティング車体）。台車の形式名は「SS-08」で、住友金属工業製。ボルスタレス台車であり、車軸付きの一体圧延車輪（車輪直径610ミリメートル）を装備し、これを山形緩衝ゴムによるシェブロン式軸箱支持装置にて台車枠に固定し、その台車枠にはコイルばねによる枕ばねを取り付け車体を支持する。この台車は車体に対してボギーしない（回転しない）。
主電動機は台車ではなく車体に防振ゴムを介して取り付けられている。取り付け位置は両先頭車の運転台床下の、進行方向に向って右側（ドアの反対側）。形式名は「TDK6408-A」で、東洋電機製造製。小型・軽量化された自己通風型かご形三相誘導電動機であり、1時間定格は出力85キロワット、電圧440ボルト、電流144アンペア、周波数60ヘルツ、回転速度1,760rpmである。
主電動機からの駆動力を駆動軸に伝える駆動装置は車体装架直角カルダン駆動方式で、車体側の主電動機と駆動軸側の歯車装置との間を自在継手（ユニバーサルジョイント）で繋ぐ。通路幅を確保するため駆動装置は車輪・台車枠よりも外側に取り付けられており、このことから車軸の車輪・台車枠を挟んだ反対側にカウンターウエイトを取り付けている。駆動装置の取り付け位置を車輪内側から台車枠外側に移した点が先に登場した長崎電気軌道3000形（「リトルダンサー」タイプU）との差異である。駆動装置も主電動機と同様東洋電機製造による。
ブレーキは電気指令式ブレーキシステム（形式名：HRD-1）を採用し、主電動機による電気ブレーキを優先的に作用させ空気ブレーキで不足を補う電空協調制御を行う。電気ブレーキは回生ブレーキと発電ブレーキの2種類があり、回生失効の場合でも抵抗器に負荷を持たせられるため電気ブレーキが失効することはない。台車設置の基礎ブレーキ装置は片押し式踏面ブレーキ。保安ブレーキは両先頭車でそれぞれ独立した回路で作用する。電動空気圧縮機（形式名：HS-5）は中間車床下に設置。なお応荷重装置は持たない。

#### 屋上機器
車体屋根上に設置された機器には、冷房装置（集中式、両先頭車設置）、元空気溜め・供給空気溜め（先頭車A車設置）、集電装置（中間車設置）、制御装置（同左）、ブレーキ用抵抗器（先頭車B車設置）などがある。
集電装置はばね上昇・空気下降方式のシングルアーム形パンタグラフ（形式名：PT7120-B、東洋電機製造製）を搭載する。
主電動機を制御する制御装置はVVVFインバータ制御方式を採用する。この駆動用インバータはIGBTによる2レベルPWM制御インバータ（形式名：SVF087-A0）で、1つの装置で両方の主電動機を制御する（1C2M方式）。この制御装置は補助電源装置のSIVインバータと一体となったもので「C-PCU装置」と呼ばれる。補助電源部分は空調などの電源となる三相交流200ボルトおよび制御用機器などの電源となる直流24ボルトを出力する。C-PCU装置のメーカーは東芝。
冷房装置の形式名は「RPU-4021」で、1台あたり1万2500キロカロリー毎時の冷房能力を有する。屋根上に装置のない中間車には、両先頭車妻部から冷風が吹き出すようになっている。

#### 運転台関連機器

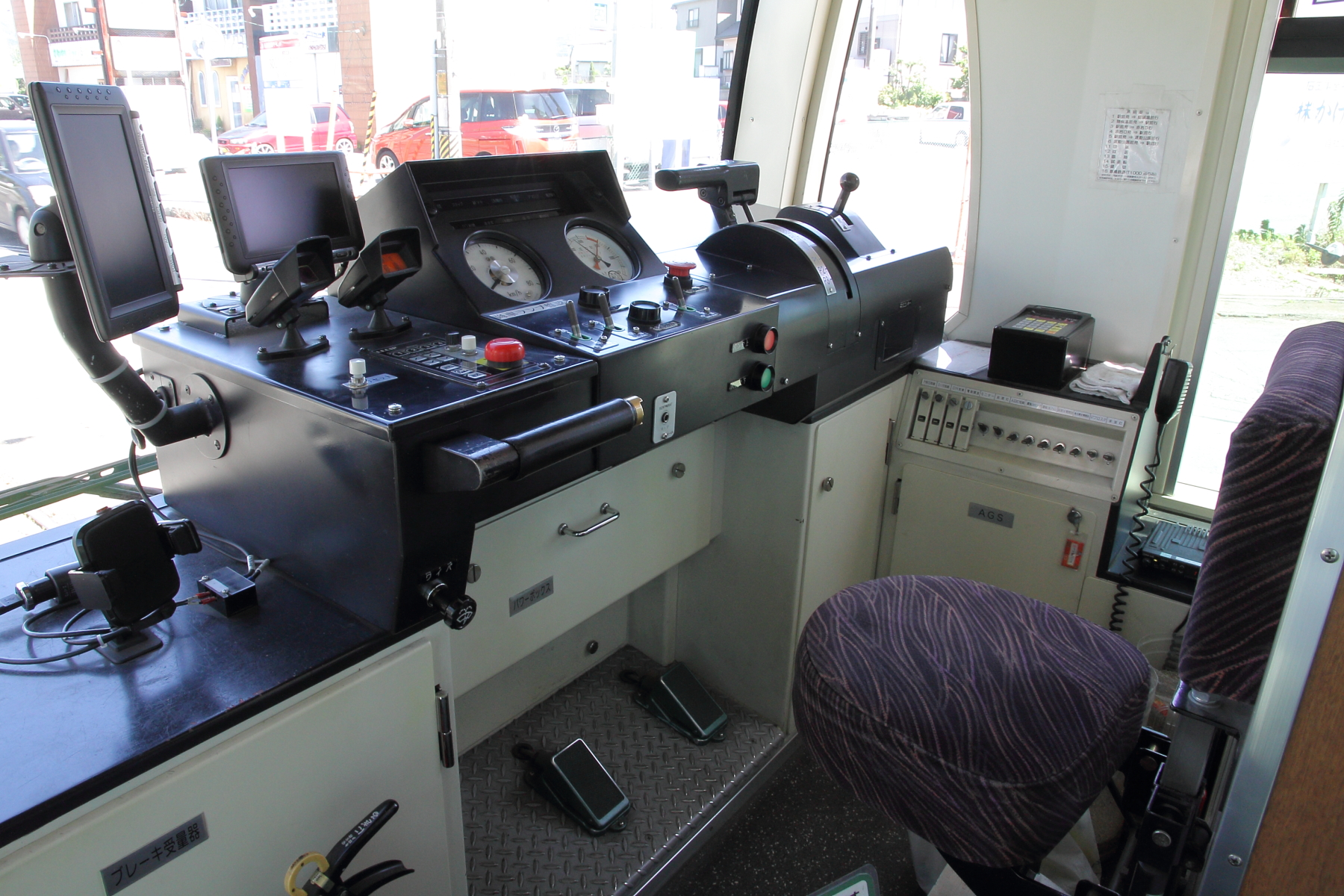
運転台

運転台は床面高さが80センチメートルと客室よりも高い位置に設置されている。マスター・コントローラーはブレーキ制御器が一体となった右手扱いのワンハンドル式を採用。ハンドルにはデッドマン装置のスイッチが付属する。運転台には車内外確認用のモニターが設置されており、運転士は中間車設置の車内カメラ、または両先頭車ドア付近設置の車外カメラからの映像を確認できる。

## 運行開始と運用

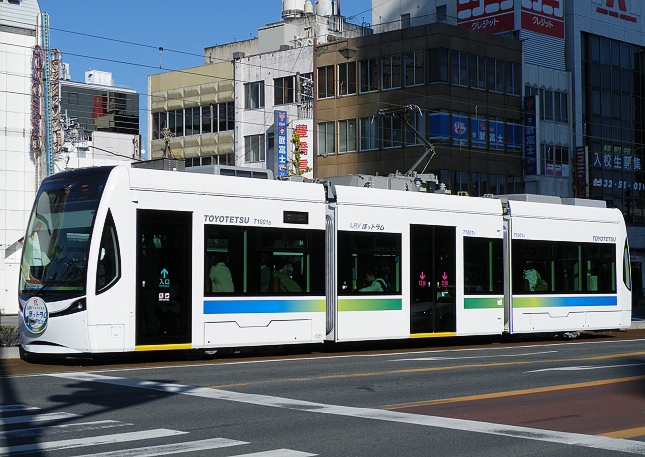
運行開始記念ヘッドマークを装着するT1001（2009年）

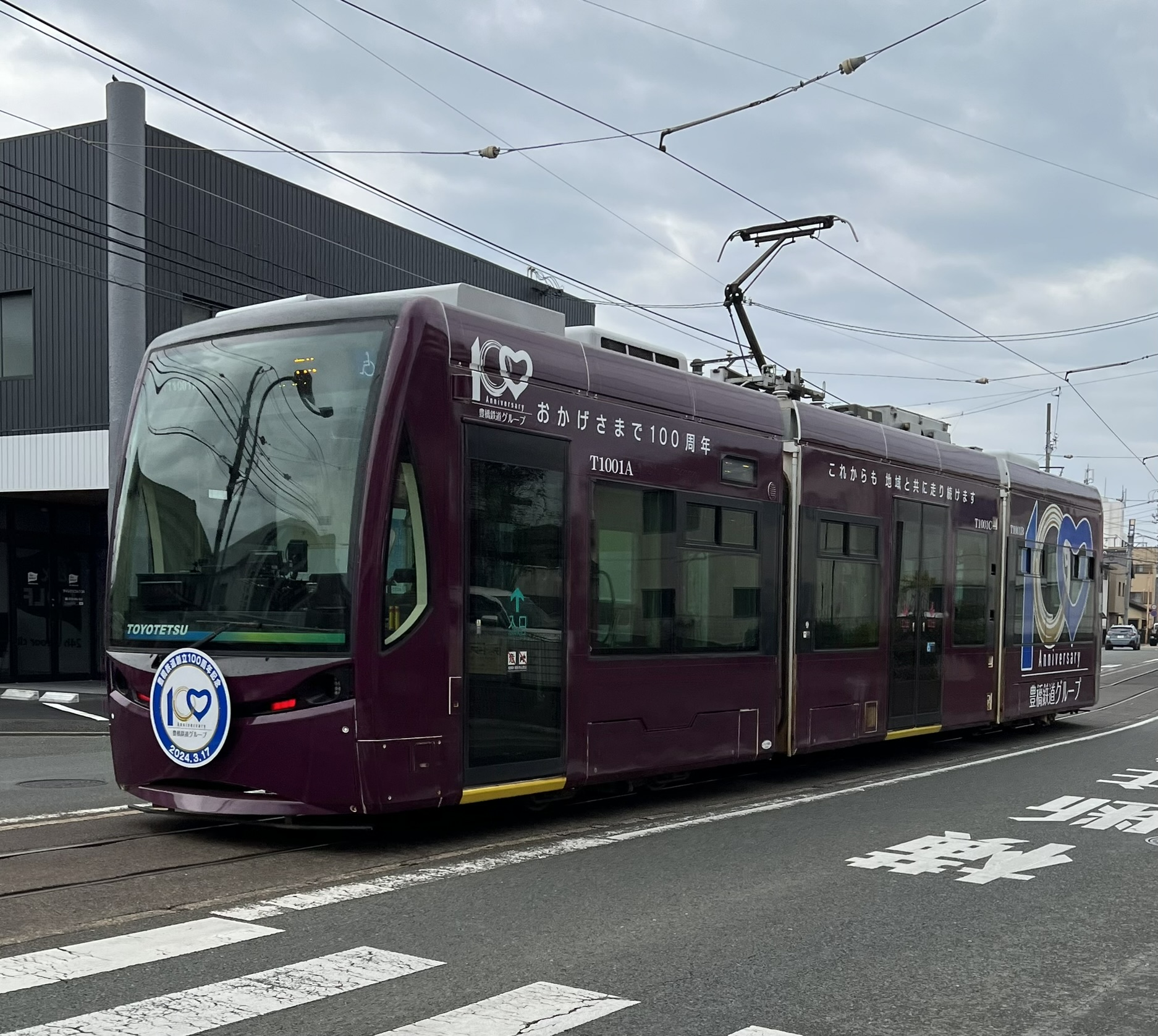
豊橋鉄道創立100周年記念ラッピング電車

「豊橋路面電車活性化事業計画」に盛り込まれた本形式の導入計画は1編成のみであった。その第1編成「T1001」は2008年（平成20年）10月27日に豊橋鉄道東田本線の赤岩口車庫に搬入。搬入後、8月から「人や環境への優しさ」をテーマに公募されていた車両愛称が836通の応募から決定され、「ほっトラム」という愛称が発表された。この愛称は東三河をさす「穂の国」と「ほっとする」の「ほ」に、路面電車を意味する「トラム」を組み合わせたものである。
T1001は2008年12月19日付で竣工。同日、駅前停留場において発車式が開催され、営業運転を開始した。東田本線では長らく他の事業者から譲り受けた中古車両が使用され続けていたことから、同編成は路線が開業した1925年（大正14年）から翌年にかけて導入された1形（後のモハ100形、1957年まで使用）以来、83年ぶりの自社発注車にあたる。翌2009年（平成21年）、狭軌用路面電車車両として初めて純国産技術で全面低床化を実現した点が評価され、鉄道友の会の「ローレル賞」を受賞した。授賞式は同年10月25日に行われた。
運行にあたっては、井原停留場付近にある、運動公園前停留場への支線の急カーブ（半径11メートル）を曲がれないため、運動公園前に入る系統では運行されない。運行開始時の2008年12月19日付改正ダイヤでは、週1日程度の車両点検運休日を除き、駅前 - 赤岩口間を平日13往復（ほかに夕方1往復駅前 - 競輪場前間で運転）、土休日11往復するという専用ダイヤが組まれている。運動公園前への入線不可という制約は先に入線した部分低床車モ800形801号と同様であったが、同車は2018年（平成30年）に改良工事が施工され運動公園前入線が可能となった。従ってこの制約が残るのは本形式に限られる。
また2024年3月15日からは豊橋鉄道創立100周年を記念として当時の車両カラーのワインレッド塗装に100周年ロゴをあしらったラッピング電車として運行されている。運行期間は2025年下旬までの予定。